# Västukrainska folkrepubliken
Västukrainska folkrepubliken, eller Västukrainska nationalrepubliken, (ukrainska: Західноукраїнська Народна Республіка (ЗУНР), Zachidnoukrajinska Narodna Respublika (ZUNR)) var en kortlivad republik som existerade i slutet av 1918 och början av 1919 i östra Galizien, som gjorde anspråk på delar av Bukovina och Karpato-Rutenien och inkluderade städerna Lviv (polska: Lwów), Przemyśl (ukrainska: Peremysjl), Kolomyja (polska: Kołomyja) och Stanislaviv (polska: Stanisławów).
Västukrainska folkrepublikens heraldiska vapen visade ett gult lejon mot en blå bakgrund seende åt vänster. Färgerna i flaggan var blå och gul.